# Crveni Breg (Leskovac)
Pour les articles homonymes, voir Crveni Breg.
Crveni Breg (en serbe cyrillique : Црвени Брег) est un village de Serbie situé sur le territoire de la Ville de Leskovac, district de Jablanica. Au recensement de 2011, il comptait 13 habitants.

## Démographie
| 1948 | 1953 | 1961 | 1971 | 1981 | 1991 | 2002 | 2011 |
| ---- | ---- | ---- | ---- | ---- | ---- | ---- | ---- |
| 400  | 392  | 416  | 287  | 169  | 69   | 30   | 13   |

|  |